# Tricentrus taiwanensis
Tricentrus taiwanensis är en insektsart som beskrevs av Liang och Mckamey 1995. Tricentrus taiwanensis ingår i släktet Tricentrus och familjen hornstritar. Inga underarter finns listade i Catalogue of Life.